# Liste der FFH-Gebiete in Hamburg
Die Liste der FFH-Gebiete in Hamburg zeigt die 16 (Stand Januar 2019) FFH-Gebiete des deutschen Bundeslandes Hamburg.
Teilweise überschneiden sie sich mit bestehenden Natur- und Landschaftsschutzgebieten.

## Hinweise zu den Angaben in der Tabelle
- Gebietsname: Amtliche Bezeichnung des Schutzgebiets
- Bild/Commons: Bild und Link zu weiteren Bildern aus dem Schutzgebiet
- BfN-ID: Kennung des Schutzgebietes, vergeben durch das Bundesamt für Naturschutz
- WDPA-ID: Link zum Schutzgebiet in der World Database on Protected Areas
- EEA-ID: Link zum Schutzgebiet in der Datenbank der European Environment Agency (EEA)
- seit: Datum der Ausweisung als Schutzgebiet
- Lage: Geografischer Standort
- Kreis/Stadt: Landkreis oder Gemeinde, auf deren Gebiet sich das Schutzgebiet befindet
- Fläche: Gesamtfläche des Schutzgebiets in Hektar
- Bemerkungen: Besonderheiten und Anmerkungen

Die Koordinatenangaben entsprechen dem Mittelpunkt eines Rechtecks, das die äußersten Grenzen von als FFH-Gebieten gemeldeten Flächen umschließt. Dadurch können diese Angaben weit außerhalb der eigentlichen Standorte der Schutzgebiete liegen. Sie dienen nur der groben Orientierung.
Bis auf die Spalte Lage sind alle Spalten sortierbar.

## Tabelle
| Gebietsname                            | Bild/Commons   | BfN-ID   | WDPA-ID   | EEA-ID    | seit | Lage | Kreis/Stadt | Fläche ha | Bemerkungen |
| -------------------------------------- | -------------- | -------- | --------- | --------- | ---- | ---- | ----------- | --------- | ----------- |
| Boberger Düne und Hangterrassen        | weitere Bilder | 2426-301 | 555518189 | DE2426301 | 1999 | ⊙    | Hamburg     | 000050    |             |
| Borghorster Elblandschaft              | weitere Bilder | 2527-303 | 555518259 | DE2527303 | 1999 | ⊙    | Hamburg     | 000225    |             |
| Die Reit                               | weitere Bilder | 2526-303 | 555518253 | DE2526303 | 2006 | ⊙    | Hamburg     | 000063    |             |
| Duvenstedter Brook                     | weitere Bilder | 2226-303 | 555579317 | DE2226303 | 2001 | ⊙    | Hamburg     | 000785    |             |
| Fischbeker Heide                       | weitere Bilder | 2525-301 | 555518250 | DE2525301 | 1997 | ⊙    | Hamburg     | 000763    |             |
| Hamburger Unterelbe                    | weitere Bilder | 2526-305 | 555518255 | DE2526305 | 2004 | ⊙    | Hamburg     | 000739    |             |
| Hamburgisches Wattenmeer               | weitere Bilder | 2016-301 | 555517991 | DE2016301 | 1998 | ⊙    | Hamburg     | 013750    |             |
| Heuckenlock/Schweenssand               | weitere Bilder | 2526-302 | 555518252 | DE2526302 | 1999 | ⊙    | Hamburg     | 000129    |             |
| Kirchwerder Wiesen                     | weitere Bilder | 2526-304 | 555518254 | DE2526304 | 1999 | ⊙    | Hamburg     | 000858    |             |
| Mühlenberger Loch/Neßsand              | weitere Bilder | 2424-302 | 555518187 | DE2424302 | 1998 | ⊙    | Hamburg     | 000644    |             |
| Rapfenschutzgebiet Hamburger Stromelbe | weitere Bilder | 2424-303 | 555518188 | DE2424303 | 2006 | ⊙    | Hamburg     | 000340    |             |
| Schnaakenmoor                          | weitere Bilder | 2324-302 | 555518130 | DE2324302 | 1999 | ⊙    | Hamburg     | 000060    |             |
| Stellmoorer Tunneltal/Höltigbaum       | weitere Bilder | 2327-302 | 555518136 | DE2327302 | 2003 | ⊙    | Hamburg     | 000480    |             |
| Wittmoor                               | weitere Bilder | 2226-307 | 555518078 | DE2226307 | 2003 | ⊙    | Hamburg     | 000051    |             |
| Wohldorfer Wald                        | weitere Bilder | 2226-302 | 555579316 | DE2226302 | 2002 | ⊙    | Hamburg     | 000278    |             |
| Zollenspieker/Kiebitzbrack             | weitere Bilder | 2627-301 | 555518304 | DE2627301 | 1999 | ⊙    | Hamburg     | 000109    |             |